# Angélica Vale

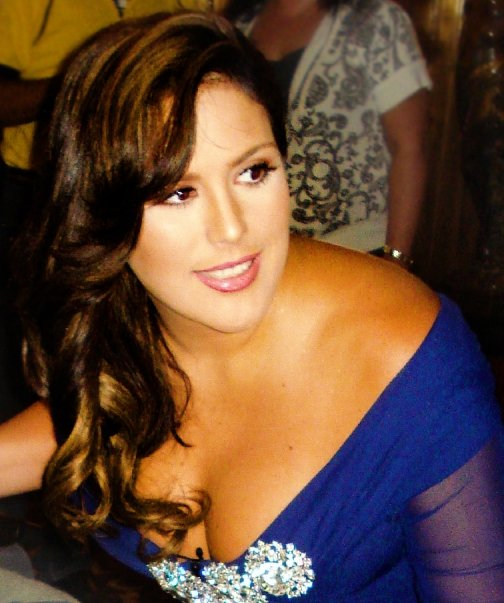
Angélica Vale

Angélica Maria Vale Hartman (* 11. November 1975 in Mexiko-Stadt) ist eine mexikanische Schauspielerin und Sängerin.
Die Tochter der Sängerin Angélica María wirkte bereits als Jugendliche in verschiedenen Fernsehserien und an Produktionen wie Los Tenis Rojos und Mamá Ama el Rock (1989, mit Ricky Martin) mit und veröffentlichte 1989 das Album Nuestro Show no Puede Parar. 1998 gründete sie mit ihrer Mutter die Producciones Angélica Ortiz. Im gleichen Jahr übernahm sie eine Rolle in dem Film Cinicienta, una História de Amor und wurde von dem Produzenten Emilio Larrosa für die Serie Soñadoras engagiert.
1999 imitierte sie in der Show Sólo para ti prominente Künstler und moderierte mehrere Monate mit Arath de la Torre das Morgenmagazin Hoy.  Später eröffnete sie zwei Konzerte von Marco Antoni Solís in Las Vegas. In der Telenovela Amigas y rivales spielte sie an der Seite von Adamari López, Ludwika Paleta, Gabriel Soto, Arath de la Torre, Michelle Vieth, Manuela Imaz, Elias Chiprout und Christina Pastor. Ab 2003 wirkte sie an der Satiresendung La Paródia mit. 2005 spielte sie in der Fernsehserie "El Privilégio de Mandar (mit Carlos Espejel, Arath de la Torre, Miguel Galván u. a.), im Folgejahr erhielt sie eine Hauptrolle in der Telenovela A Feia Mais Bela. 2011 spielte sie die Hauptrolle in Yohanan Wellers Film Salsa Tel Aviv, und 2015 wirkte sie als Synchronsprecherin in dem Animationsfilm Un gallo con muchos huevos von Gabriel und Rodolfo Riva Palacio Alatriste mit.